# Sandżak
Sandżak (serb.-chorw. Санџак / Sandžak, tur. Sancak) – region geograficzno-historyczny na pograniczu Serbii i Czarnogóry. Głównym miastem jest Novi Pazar. Region jest zamieszkany przez liczną mniejszość boszniacką.
Sandżak to również nazwa potoczna dzisiejszego okręgu w Serbii – Raszka.

## Etymologia nazwy
Nazwa krainy Sandżak pochodzi od tureckiego słowa Sancak będącego określeniem prowincji Imperium Osmańskiego. W dosłownym tłumaczeniu nazwa ta oznacza sztandar. Przed Turkami w Europie region ten nosił nazwę Raszka, która w serbskiej części używana jest również dzisiaj. Obecnie nazwa Sandżak nie jest oficjalną nazwą żadnej jednostki administracyjnej ani w Serbii ani w Czarnogórze.

## Historia

Narodowy symbol Boszniaków w Serbii i Czarnogórze

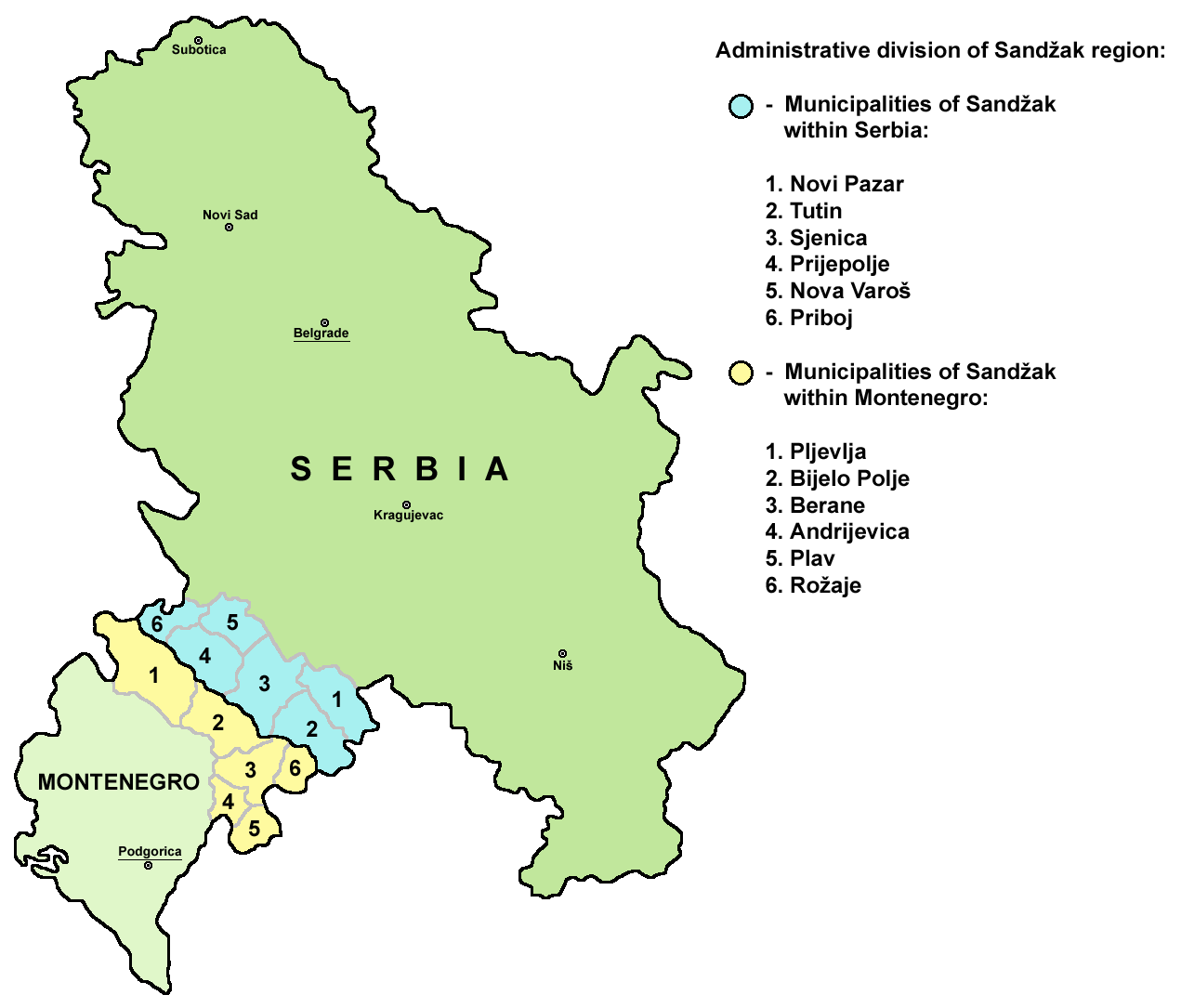
Mapa Sandżaku. Część zaznaczona na żółto należy do Czarnogóry, na niebiesko – do Serbii.

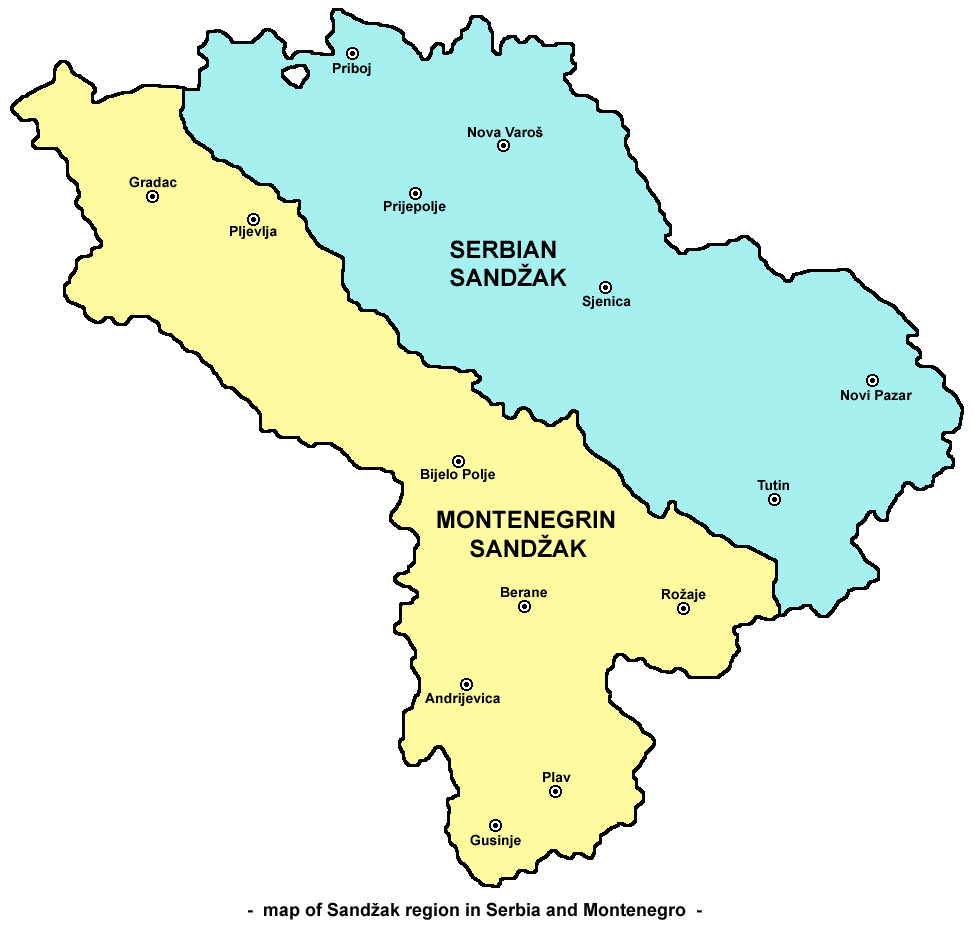

Na terytorium Raszki powstało pierwsze państwo serbskie, utworzony w VIII wieku gród Ras, który był stolicą Serbii do połowy XIII wieku. Do początku XX wieku Sandżak Nowopazarski wchodził w skład Imperium Osmańskiego. W roku 1878 w wyniku ustaleń kongresu berlińskiego został wraz z Bośnią i Hercegowiną okupowany przez wojska austro-węgierskie. W 1908 roku wraz z aneksją Bośni i Hercegowiny wojska Franciszka Józefa opuściły to terytorium. W wyniku pierwszej i drugiej wojny bałkańskiej w latach 1912–1913 Sandżak został podzielony pomiędzy Serbię a Czarnogórę.
Po I wojnie światowej obszar Sandżaku został włączony do Królestwa Serbów Chorwatów i Słoweńców. We wczesnych latach istnienia państwa lokalna społeczność muzułmańska często padała ofiarami represji ze strony Serbów i Czarnogórców, co było przyczyną ich stałej emigracji w kierunku Bośni oraz Turcji.
Podczas II wojny światowej terytorium Sandżaku znalazło się kolejno pod okupacją włoską i niemiecką. W regionie działały grupy partyzanckie zarówno Czetników, jak również komunistycznych partyzantów Tity oraz oddziałów Milicji Muzułmańskiej pomiędzy którymi dochodziło do walk.
Od 1991 Boszniacy dążą do uzyskania autonomii. W październiku 1991 roku miało miejsce referendum w sprawie nadania regionowi autonomii.
Po demokratyzacji życia społecznego w Serbii w 2000 roku etniczni Boszniacy zaczęli stopniowo silniej uczestniczyć w życiu politycznym m.in. Rasim Ljajić został ministrem ds. praw człowieka i mniejszości narodowych w Serbii i Czarnogórze.

## Podział administracyjny

### Gminy w Serbii
- Novi Pazar
- Tutin
- Sjenica
- Prijepolje
- Nova Varoš
- Priboj

### Gminy w Czarnogórze
- Pljevlja
- Bijelo Polje
- Berane
- Plav
- Rožaje

## Demografia
Sandżak jest regionem zróżnicowanym etnicznie. Według spisów powszechnych w Serbiioraz Czarnogórze z 2011 roku liczebność populacji regionu szacowana jest na ok. 390 000 osób, z których większość stanowią Boszniacy (48,4%), kolejne grupy etniczne stanowią Serbowie (33,9%), Czarnogórcy (7,25%), muzułmanie (6,11%) oraz Albańczycy (1,04%).
| Gmina                                     | Narodowość | Narodowość | Narodowość | Narodowość | Narodowość  | Narodowość | Narodowość | Narodowość | Narodowość | Narodowość | Narodowość | Narodowość | Razem   |
| Gmina                                     | Boszniacy  | %          | Serbowie   | %          | Czarnogórcy | %          | Muzułmanie | %          | Albańczycy | %          | inni       | %          | Razem   |
| ----------------------------------------- | ---------- | ---------- | ---------- | ---------- | ----------- | ---------- | ---------- | ---------- | ---------- | ---------- | ---------- | ---------- | ------- |
| Novi Pazar                                | 77 443     | 77,13      | 16 234     | 16,17      | 44          | 0,04       | 4102       | 4,08       | 202        | 0,20       | 2385       | 2,38       | 100 410 |
| Prijepolje                                | 12 792     | 34,52      | 19 496     | 52,61      | 16          | 0,04       | 3543       | 9,56       | 18         | 0,05       | 1194       | 3,22       | 37 059  |
| Tutin                                     | 28 041     | 90,00      | 1090       | 3,50       | 16          | 0,05       | 1092       | 3,51       | 29         | 0,09       | 887        | 2,85       | 31 155  |
| Priboj                                    | 3811       | 14,05      | 20 582     | 75,86      | 119         | 0,44       | 1944       | 7,16       | 3          | 0,01       | 674        | 2,48       | 27 133  |
| Sjenica                                   | 19 498     | 73,88      | 5264       | 19,94      | 15          | 0,06       | 1234       | 4,68       | 29         | 0,11       | 352        | 1,33       | 26 392  |
| Nova Varoš                                | 788        | 4,73       | 14 899     | 89,55      | 31          | 0,19       | 526        | 3,16       | 3          | 0,02       | 391        | 2,35       | 16 638  |
| serbska część                             | 142 373    | 59,62      | 77 555     | 32,48      | 241         | 0,10       | 12 441     | 5,21       | 284        | 0,12       | 5893       | 2,47       | 238 787 |
| Źródło: spis powszechny Serbii w 2011     |            |            |            |            |             |            |            |            |            |            |            |            |         |
| Bijelo Polje                              | 12 592     | 27,34      | 16 562     | 35,96      | 8808        | 19,13      | 5985       | 13,00      | 57         | 0,12       | 2047       | 4,45       | 46 051  |
| Berane                                    | 6021       | 17,72      | 14 592     | 42,95      | 8838        | 26,02      | 1957       | 5,76       | 70         | 0,21       | 2492       | 7,34       | 33 970  |
| Pljevlja                                  | 2128       | 6,91       | 17 569     | 57,07      | 7494        | 24,34      | 1739       | 5,65       | 17         | 0,06       | 1839       | 5,97       | 30 786  |
| Rožaje                                    | 19 269     | 83,91      | 822        | 3,58       | 401         | 1,75       | 1044       | 4,55       | 1158       | 5,04       | 270        | 1,17       | 22 964  |
| Plav                                      | 6803       | 51,90      | 2098       | 16,00      | 822         | 6,27       | 727        | 5,55       | 2475       | 18,88      | 183        | 1,40       | 13 108  |
| Andrijevica                               | 0          | 0,00       | 3137       | 61,86      | 1646        | 32,46      | 7          | 0,14       | 1          | 0,02       | 280        | 5,52       | 5071    |
| czarnogórska część                        | 46 813     | 30,81      | 54 780     | 36,05      | 28 009      | 18,43      | 11 459     | 7,54       | 3778       | 2,49       | 7111       | 4,68       | 151 950 |
| Źródło: spis powszechny Czarnogóry w 2011 |            |            |            |            |             |            |            |            |            |            |            |            |         |